# Wincentowo (powiat płocki)
Wincentowo – wieś w Polsce położona w województwie mazowieckim, w powiecie płockim, w gminie Brudzeń Duży.
Wieś wchodzi w skład sołectwa Turza Wielka.
| SIMC    | Nazwa   | Rodzaj    |
| ------- | ------- | --------- |
| 1059805 | Zenobin | część wsi |

W latach 1975–1998 miejscowość należała administracyjnie do województwa płockiego